# Astropecten kagoshimensis
Astropecten kagoshimensis är en sjöstjärneart som beskrevs av de Loriol 1899. Astropecten kagoshimensis ingår i släktet Astropecten och familjen kamsjöstjärnor. Inga underarter finns listade i Catalogue of Life.